# 鈍額原寄居蟹
鈍額原寄居蟹（学名：Propagurus obtusiforns）为寄居蟹科原寄居蟹屬下的一个种。